# Reynier Peletier
Reynier Frans Peletier (Brussel, 9 augustus 1962) is een Nederlands sterrenkundige.

## Loopbaan
Peletier promoveerde in 1989 aan de Universiteit Leiden onder begeleiding van T.S. van Albada, E.A. Valentijn en R.L. Davies op een proefschrift met de titel Elliptical Galaxies: Structure and Stellar Content.  Na postdocs in de VS (Harvard-Smithsonian Center for Astrophysics), Duitsland (ESO), de La Palma Isaac Newton Group of Telescopes, een PPARC Advanced Fellowship in Engeland (universiteit van Durham en universiteit van Nottingham, waar hij een vaste positie als lecturer had) kwam hij terug naar Nederland. Hier ging hij in 2003 bij de Rijksuniversiteit Groningen als universitair hoofddocent aan de slag. In 2004 werd hij adjunct-hoogleraar, een positie vergelijkbaar met Universitair Hoofddocent, maar met Ius promovendi.
Hij werd in 2009 hoogleraar aan de Rijksuniversiteit Groningen, in 2011 (tot 2016) directeur van het Kapteyn Instituut en in 2017 (tot 2020) onderwijsdirecteur van de master sterrenkunde. 
Zijn belangrijkste onderzoekslijn is de vorming en evolutie van  melkwegstelsels. Na onderzoek aan elliptische melkwegstelsels in het kader van zijn  proefsrchift verlegde hij zijn aandacht naar de centrale verdikkingen (bulges) van sterrenstelsels, zowel de structuur als de sterpopulaties. Vanaf 1997 werkte hij aan nabije melkwegstelsels, met instrumenten als INTEGRAL en 2D-FIS. Vanaf 1999 was hij lid van het SAURON samenwerkingsverband, dat de Group Achievement Award kreeg van de Royal Astronomical Society. Met dit project werd Integral Field Spectroscopy de standaard, als voorloper van grootschalige onderzoeksprojecten , zoals ATLAS3D, MANGA en SAMI.
Tevens heeft hij interesse in astronomische instrumentatie.
Planetoïde (12945) Reynierpeletier is naar hem vernoemd.